# Der Wind in den Weiden
Der Wind in den Weiden (The Wind in the Willows) ist ein Roman für Kinder, den Kenneth Grahame 1908 veröffentlichte. Der Roman ist einer der großen britischen Kinderbuchklassiker. 2015 wählten 82 internationale Literaturkritiker und -wissenschaftler den Roman zu einem der bedeutendsten britischen Romane. Mit insgesamt etwa 25 Millionen verkauften Exemplaren zählt der Roman zu den meistverkauften aller Zeiten.

## Handlung
Der scheue Maulwurf flieht vor dem Frühjahrsputz und sieht das erste Mal in seinem Leben einen Fluss. Er trifft auf die lebenstüchtige Wasserratte, mit der er sich anfreundet. Die Wasserratte stellt ihm den herzlich-gutmütigen, aber anstrengend selbstverliebten Kröterich vor, den Bewohner eines beeindruckenden Herrenhauses, der ganz versessen auf technische Errungenschaften wie Motorboote, teure Wohnwagen und Autos ist, mit denen er wilde Ausflüge zu starten pflegt, die in der Regel mit Unfällen enden. Auch macht der Maulwurf über die Ratte die Bekanntschaft mit dem knorrig-ehrwürdigen Dachs, den die beiden in seinem Domizil im Wilden Wald besuchen. Auf dem Rückweg nimmt der Maulwurf die Witterung eines vertrauten Geruchs auf. Zunächst weiß er nicht, was es ist, doch dann wird ihm klar, dass es sich um seinen eigenen alten Bau handelt, den er vor langer Zeit aufgegeben hat. Die ungeduldige Ratte, die wegen des ungemütlichen Wetters und ihrer Sehnsucht nach dem Fluss zur Eile drängt, zieht den zögernden Maulwurf mit sich, bis er in Tränen ausbricht. Erschrocken über sich selbst entschuldigt sich die Ratte beim Maulwurf und gemeinsam suchen und finden sie das alte Heim des Maulwurfs, wo die beiden den Tag an einem prasselnden Kaminfeuer und bei einem improvisierten Abendessen, bestehend aus alten Konserven und Bier, ausklingen lassen.
Als die Ratte, der Maulwurf und der Dachs den Kröterich einige Zeit später von seiner steten Jagd nach Ablenkung und Amüsement und einem entsprechend verschwenderischen und selbstzerstörerischen Lebenswandel abbringen wollen, zeigt sich der Kröterich so uneinsichtig, dass der Dachs ihm Hausarrest verordnet und ihn in ein Schlafzimmer einsperren lässt. Durch eine List gelingt es dem Kröterich auszubüxen. Berauscht von seiner Schlauheit und voller Übermut stiehlt er einen Wagen und landet schließlich im Gefängnis der Menschen. Dort erregt er das Mitleid der Tochter des Kerkermeisters, die sich entschließt, dem Kröterich zur Flucht zu verhelfen. Ihr Vorschlag, ihn als Waschfrau zu verkleiden, damit er unerkannt aus dem Gefängniskomplex entkommen kann, erscheint dem Kröterich zunächst seiner unwürdig, und die Behauptung, seine Statur sei für diesen Plan wie geschaffen, verbittet er sich. Die Aussicht, in der feuchten Zelle weiter dahinzusiechen, stimmt ihn jedoch um und großzügig gesteht er schließlich, dass die Idee auch von ihm hätte stammen können.
Die Flucht gelingt, doch muss er feststellen, dass er im Kerker seine Geldbörse zurückgelassen hat. An einem Bahnhof trifft er auf einen weiteren gutmütigen Menschen, einen Lokführer, der bereit ist, die vermeintlich alte Frau umsonst mitzunehmen. Selbst als sie auf dem Weg in Kröterichs Heimat von einer Lokomotive voller Polizisten verfolgt werden und der Kröterich dem Lokführer beichten muss, wer er wirklich ist und was er verbrochen hat, hält er zu ihm und Kröterich kann sich am Ausgang eines Tunnels unbemerkt in die Freiheit absetzen. Zuhause angekommen, muss er feststellen, dass sein Anwesen in der Zwischenzeit von Mardern und Wieseln besetzt wurde, die ihn hämisch vom Hof jagen. Nur mit Hilfe seiner drei Freunde gelingt es ihm schließlich unter Einsatz von Säbeln und Musketen, die zahlenmäßig überlegenen, jedoch nicht besonders tapferen Hausbesetzer in die Flucht zu schlagen und sein Heim zurückzuerobern. Er gelobt feierlich Besserung, was seine Freunde richtig einzuschätzen wissen.

## Entstehung
Der Schotte Grahame wuchs als Kind bei seiner Großmutter in einem Haus am Fluss auf und unternahm als Erwachsener viele Bootsfahrten mit seinem Sohn. Abends erzählte er ihm Geschichten über die Tiere, die sie trafen. Die Abenteuer, die die Grundlage dieses Romans bildeten, verfasste er ebenfalls für seinen vierjährigen Sohn, dem er die Kapitel in die Ferien nachsandte.
Der Autor stattete die Tiere mit individuellen, menschlichen Eigenschaften aus, die den tierischen Verhaltensweisen der Arten jedoch nicht widersprechen. In den Figuren und ihren Handlungsweisen drückte Grahame einen tiefempfundenen Humanismus aus; so hat jeder der Hauptcharaktere in der Geschichte seine Eigenheiten. Häufig kommt es unter den Tieren zum Streit. Was sie jedoch eint und letztlich unzertrennlich macht, ist der Glaube an das jeweils Gute und Beste im anderen.
Grahame gelangen dabei eindrucksvolle Naturschilderungen, die die Schönheit der einzelnen Jahreszeiten erfassen und ein unaufdringliches Plädoyer für ein Leben mit der Umwelt jenseits eines übertriebenen Technik- und Fortschrittsglaubens abgeben.
Die Auflage des Romans von 1931 wurde von Ernest Shepard illustriert. Toad Hall, das Anwesen des Kröterichs, soll entweder auf Mapledurham House oder dem benachbarten Hardwick House basieren.

## Übersetzungen ins Deutsche
Die erste deutsche Übersetzung erschien 1929. Die bekanntesten Übertragungen stammen von Harry Rowohlt (1973), Sybil Gräfin Schönfeldt (1988) und Anne Löhr-Gößling (1996).
Die Übersetzungen im Einzelnen:
- Christoph, Großmaul und Cornelius. Die Abenteuer einer fidelen Gesellschaft am Fluß, im Wald und anderswo. Deutsch von Else Steup. D. Gundert, Stuttgart 1929.
- Die Leutchen um Meister Dachs. Eine lange Geschichte von sehr lebendigen Tieren. Deutsch von Theresia Mutzenbecher. Herder, Freiburg im Breisgau 1951.
- Der Wind in den Weiden oder der Dachs lässt schön grüßen, möchte aber auf keinen Fall gestört werden. Deutsch von Harry Rowohlt. Mit Illustrationen von Heinz Edelmann. Middelhauve, Köln 1973 (aktuelle Ausgabe: Kein und Aber, Zürich 2004, ISBN 3-0369-5123-7).
- Der Wind in den Weiden. Deutsch von Gisela Richter. Ion-Creanga-Verlag, Bukarest 1975.
- Der Wind in den Weiden. Deutsch von Sybil Gräfin Schönfeldt. Illustrationen Eric Kincaid,  Bertelsmann, München 1988 (aktuelle Ausgabe: cbj, München 2005, ISBN 3-570-12996-9).
- Wind in den Weiden. Deutsch von Uta Angerer. Südwest-Verlag, München 1989, ISBN 3-517-01139-8.
- Der Wind in den Weiden. Deutsch von Anne Löhr-Gößling. Thienemann, Stuttgart und Wien 1996, ISBN 3-522-16935-2.
- Der Wind in den Weiden. Deutsch von Kim Landgraf und Felix Mayer. Anaconda Verlag, Köln 2012, ISBN 978-3-86647-762-9.

### Hörbuch
- Die von Harry Rowohlt selbst gelesene Hörbuch-Ausgabe (Kein & Aber, Zürich 2003, ISBN 3-0369-1320-3) gehört zusammen mit seinem Pu-der-Bär-Hörbuch (auch dieses hat Rowohlt übersetzt) zu den erfolgreichsten deutschsprachigen Kinderhörbüchern.

## Adaptionen

### Musik
Johan de Meij setzte den Inhalt 2002 programmmusikalisch in seiner Komposition für symphonisches Blasorchester The Wind in the Willows um.
Elena Kats-Chernin komponierte eine Kinderoper nach Vorlage des Buches, uraufgeführt am 2. Juli 2021 am Staatstheater Kassel.

### Theater und Film
- J. M. Barrie adaptierte Der Wind in den Weiden für ein Theaterstück, ebenso A. A. Milne für Toad of Toad Hall (Sir Ian Holm spielte ab 1954 in London den Hasen).
- 1949: Segment des Zeichentrickfilms Die Abenteuer von Ichabod und Taddäus Kröte von Walt Disney.
- 1983: Stop-Motion-Trickfilm von Cosgrove Hall, dem eine Fernsehserie im gleichen Stil folgte.
- 1996: Zeichentrickfilm mit Synchronsprechern wie Michael Palin als Ratte und Alan Bennett als Maulwurf, gefolgt von einer Verfilmung des Nachfolgeromans Die Weiden im Winter.
- 1996: Sturm in den Weiden, Spielfilm-Version von Terry Jones. Unter anderem übernahm John Cleese eine Rolle als Anwalt des Kröterichs.

### Hörspielbearbeitungen
Die erste deutsche Hörspieladaption des Werkes verfasste Martin Walser. Das 60-minütige Hörspiel wurde vom SDR unter der Regie Walsers produziert und 1953 urgesendet.
Eine sechsteilige deutschsprachige Schallplatteneinrichtung (1976) des Kinderbuches von Charlotte Niemann nach der Übersetzung von Harry Rowohlt für die Deutsche Grammophon in Coproduktion mit dem Kinderfunk Radio Bremens erhielt 1978 den Deutschen Schallplattenpreis. An ihr wirkten Ulrich von Bock, Horst Breiter, Sabine Postel, Kurt Lieck, Marion Marlon und Jens Scholkmann als Sprecher mit.
1985 vertonte Eddie Hardin das Kinderbuch unter Beteiligung von Tony Ashton, Maggie Bell, Donovan, John Entwistle und vielen anderen. 1991 gab es eine Live-Vorführung davon in Freiburg im Breisgau.
Mit De Wind i de Wide entstand 2004 eine Schweizer Dialekt-Hörspielfassung von Heinz Stalder, welche 2005 mit dem Schweizer Kinder- und Jugendmedienpreis ausgezeichnet wurde. Regie: Geri Dillier; Musik: Dead Brothers, Interpretation: Ueli Jäggi (Erzähler), Michael Neuenschwander (Maulwurf), Bettina Stucki (Wasserratte), Hans Schenker (Kröterich), Frank Demenga (Dachs), Ernst Sigrist (Otter) u. a.; Produktion DRS 1, Tudor Verlag Zürich, (3 CDs)
Eine ebenfalls sechsteilige deutschsprachige Hörspielfassung hat der Westdeutsche Rundfunk 2008 produziert und gesendet. Die Hörspielbearbeitung auf der Basis der Übersetzung von Harry Rowohlt hat Oliver Metz geschrieben, Musik hat Ulrike Haage komponiert und eingespielt, die Regie hatte Annette Kurth. Mitwirkende Sprecher:
- Erzählerin: Alexandra Henkel
- Maulwurf: Jan-Gregor Kremp
- Wasserratte: Stefan Kaminski
- Kröterich: Tommi Piper
- Dachs: Reiner Schöne
- (u. v. a.)

### Comic
Michel Plessix adaptierte das Buch von 1995 bis 2001 als vierteilige frankobelgische Comicreihe. Die deutsche Ausgabe davon gewann im Jahr 2000 den Max-und-Moritz-Preis als beste deutschsprachige Comic-Publikationen für Kinder und Jugendliche. Eine Neuausgabe in einem Band erschien 2013 (Splitter Verlag, ISBN 978-3-86869-696-7). Ebenfalls erschien dort 2013 „Der Wind in den Dünen“ (ISBN 978-3-86869-697-4), ein Band, in dem Plessix frei nach Grahame neue Geschichten mit den aus „Der Wind in den Weiden“ bekannten Figuren erzählt.

## Sonstiges
Das Debütalbum The Piper at the Gates of Dawn der britischen Band Pink Floyd ist nach dem 7. Kapitel des Buches benannt.
Eine im März 1976 im Magazine of Fantasy and Science Fiction veröffentlichte Science-Fiction-Story von Richard Cowper hat ebenfalls den Titel Piper at the Gates of Dawn.
Der irischstämmige Songwriter und Sänger Van Morrison veröffentlichte 1997 auf seiner CD The Healing Game das Lied Piper at the Gates of Dawn mit dem Refrain: „There's the wind in the willows, and the piper at the gates of dawn“.
In der Simpsons-Folge Die große Betrügerin sollen Lisa und ihre Klasse das Buch Der Wind in den Weiden lesen und darüber einen Test schreiben.
Eine signierte Erstausgabe von „The Wind In The Willows“, die Ruth Ward, einer Freundin Alastairs aus Kindertagen, gewidmet war, erzielte im November 2010 bei einer Auktion von Bloomsbury Auctions in London einen Preis von 40.000 £ – das Fünffache des Schätzwertes.
Vier Fortsetzungen wurden von William Horwood geschrieben, nämlich Weihnachten in den Weiden, Winter in den Weiden, Frühling in den Weiden und Herbst in den Weiden.
Das Werk inspirierte den britischen Hörfunkredakteur und -moderator Billi Mitchell als „Uncle Bill“, in den 1970er Jahren täglich von ihm selbst verfasste Geschichten aus dem fiktiven Ort Big Wood im Kinderprogramm des British Forces Broadcasting Service (BFBS) vorzulesen. Die Figuren Owl, Badger, Nightjar, Water Rat und andere erhielten mit der verstellten eigenen Stimme von Mitchell Gehör. Die Big-Wood-Geschichten erreichten weit über den Kreis der Kinder von Angehörigen der britischen Streitkräfte hinaus Popularität.